# Wassil Radoslawow

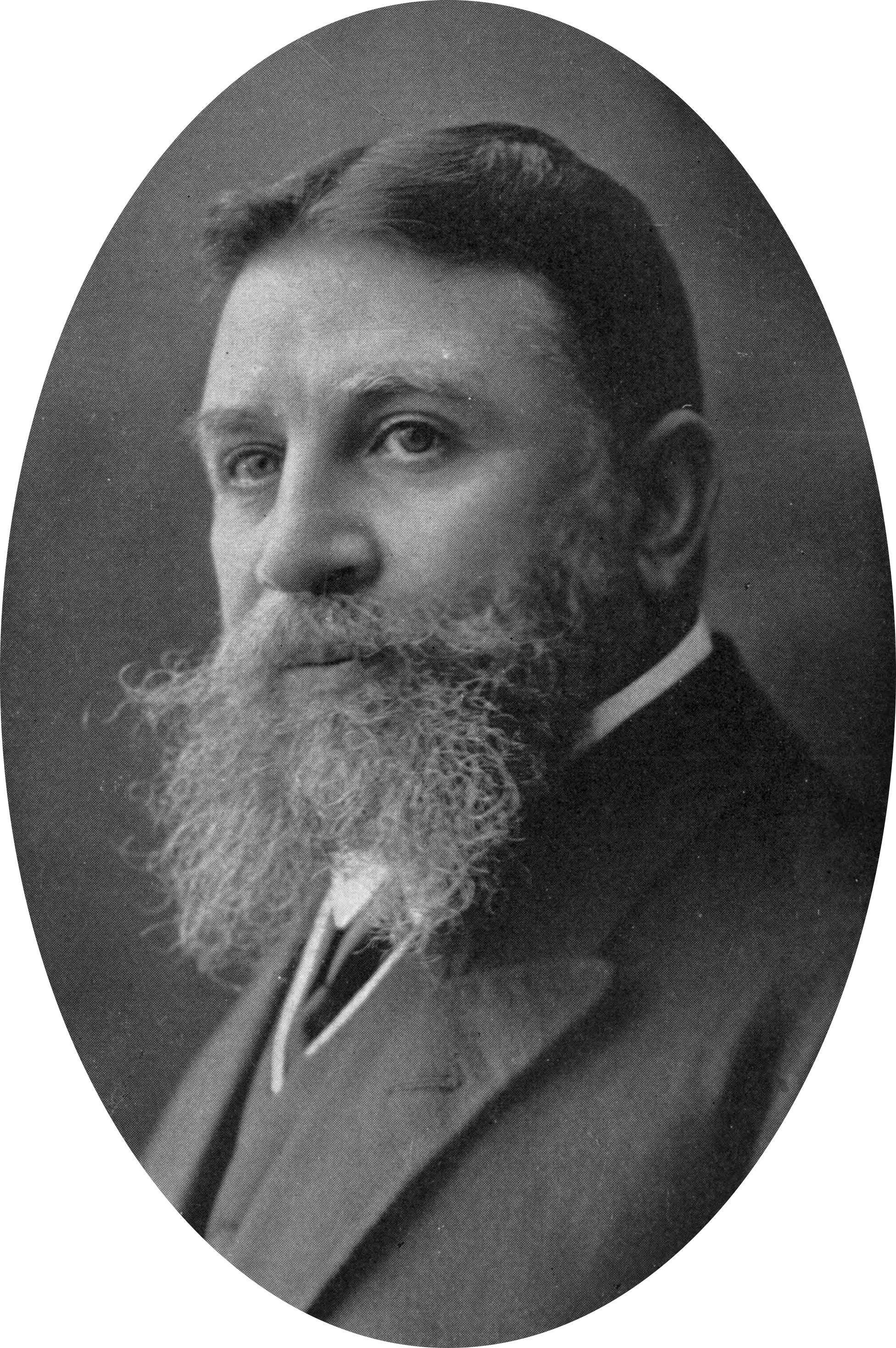
Wassil Radoslawow

Wassil Christow Radoslawow (bulgarisch Васил Радославов; * 11. März 1854 in Lowetsch; † 21. Oktober 1929 in Berlin) war ein bulgarischer Politiker und zweimaliger Ministerpräsident, u. a. im Verlauf des Ersten Weltkrieges (im Amt 1886–1887 und 1913–1918).

## Leben

### Studium und berufliche Laufbahn
Radoslawow absolvierte nach der Schulausbildung ein Studium der Rechtswissenschaften an der Ruprecht-Karls-Universität Heidelberg, das er 1882 beendete. Dadurch geriet er nicht nur unter den Einfluss der deutschen Kultur, sondern begann auch seine lebenslange Verbundenheit mit Deutschland.
Im Anschluss an sein Studium war er als Rechtsanwalt tätig.

### Abgeordneter und Minister
Radoslawow war 1879 Mitbegründer der Liberalen Partei (bulg. Либерална Партия). Seine eigentliche Laufbahn begann er 1880 mit der Wahl zum Abgeordneten der Nationalversammlung. Allerdings gehörte er dem Parlament nur wenige Monate an. Von 1884 bis 1887 war er erneut Abgeordneter.
Am 29. Juni 1884 wurde er von Ministerpräsident Petko Karawelow zum Justizminister in dessen Kabinett berufen, dem er dann bis zum Putsch vom 9. August 1886 angehörte.

### Ministerpräsident von 1886 bis 1887 und Parteigründer
Am 28. August 1886 wurde er als Nachfolger von Karawelow selbst Ministerpräsident. Dieses Amt übte er bis zum 10. Juli 1887 aus und übernahm ab dem 18. November 1886 auch das Amt des Justizministers.
Ein Grund für seinen Rücktritt waren dabei die Korruptionsvorwürfe gegen Mitglieder seiner Regierung. Als es aus diesem Grund auch zu einer Spaltung der Liberalen Partei kam, begründete er 1887 seine eigene Liberale Partei (LPR), die nach ihm auch Radoslawowisten (Либералната партия – радославистка) genannt wurde und deren Vorsitz er übernahm. Die LPR war eine völlig auf seine Person zugeschnittene Partei, die rechts-liberale und anti-russische Thesen vertrat. Außerdem strebte die LPR die völlige Unabhängigkeit vom Osmanischen Reich, unter dessen Suzeränität sich Bulgarien zu dieser Zeit noch befand.
Von 1894 bis 1896 und dann erneut 1899 bis 1900 gehörte er als Abgeordneter wieder der Nationalversammlung an. Zugleich war er vom 31. Mai bis zum 9. Dezember 1894 erneut Justizminister im Kabinett von Konstantin Stoilow. Später war er vom 30. Januar 1899 bis zum 27. November 1900 Innenminister in den Regierungen von Dimitar Grekow sowie Todor Iwantschow, der ein Anhänger von Radoslawow war.

### Ministerpräsident von 1913 bis 1918 und Zeit des Ersten Weltkrieges
Im Jahr 1911 wurde er wiederum zum Abgeordneten der Nationalversammlung gewählt, in der er jetzt bis 1919 die Interessen seiner LRP vertrat.
Seine anti-russische und pro-deutsche Haltung brachte ihm die Aufmerksamkeit von Zar Ferdinand I., der ihn am 17. Juli 1913 zum Ministerpräsidenten ernannte. Zugleich war er bis zum 4. Oktober 1915 Innenminister sowie vom 30. Dezember 1913 bis zum Ende seiner Amtszeit am 21. Juni 1918 Außenminister. Außerdem übernahm er vom 7. September 1916 bis zum 21. Juni 1918 wieder das Amt des Innenministers.
Bei den Wahlen zur Nationalversammlung vom Dezember 1913 errang die Partei der Bulgarischen Sozialdemokraten (Български социалдемократи) den Wahlsieg, so dass seine Regierung im Parlament über keine Mehrheit mehr verfügte. Nachdem das Parlament die Verabschiedung des Haushaltsplans abgelehnt hatte, entband der Zar die Nationalversammlung von dieser Aufgabe, so dass die Nationalversammlung praktisch machtlos war.
Vom Beginn seiner Regierungszeit setzte er den von ihm propagierten anti-russischen Kurs fort, den er mit einer nationalistischen Haltung verband. Während des Zweiten Balkankrieges von 1913 versuchte Bulgarien erfolglos einen Angriffskrieg auf Serbien. Nach der durch die Kriegserklärungen von Serbien, Griechenland, Montenegro, Rumänien und dem Osmanischen Reich gegen Bulgarien vorhandenen Übermacht musste Bulgarien jedoch am 10. August 1913 kapitulieren.
In den Wochen des Beginns des Ersten Weltkrieges suchte seine Regierung den Anschluss an das Deutsche Kaiserreich. Durch seine Annäherung an die Mittelmächte konnte er die Gewährung eines Kredits des Deutschen Kaiserreichs sowie von Österreich-Ungarn erzielen. Allerdings trat die Bulgarische Armee zunächst nicht in Kampfhandlungen ein. Nach den Erfolgen der Mittelmächte wurde am 6. September 1915 im Hauptquartier in Pszczyna ein Geheimvertrag geschlossen. Aufgrund dessen erklärte Radoslawow am 11. Oktober den Kriegseintritt Bulgariens in den Ersten Weltkrieg.
Zunächst gelang der Armee der Einmarsch und die Eroberung von Makedonien. Der Stillstand an der Front führten jedoch später zur Kriegsmüdigkeit innerhalb der Militärführung und der Zivilbevölkerung, die 1918 in Anti-Kriegsdemonstrationen mündeten. Diese führten im Mai 1918 zum Separatfrieden zwischen der Sowjetunion und den Mittelmächten durch den Friedensvertrag von Brest-Litowsk sowie am 7. Mai 1918 zum Separatfrieden mit Rumänien durch den Frieden von Bukarest, der für Bulgarien einige Gebietsgewinne brachten. Die Gebietsgewinne umfassten jedoch nur geringe Teile der Dobrudscha, die jedoch als zu wenig angesehen wurden.
Aus diesem Grund entließ Zar Ferdinand I. am 21. Juni 1918 Radoslawow und berief statt seiner den früheren Ministerpräsidenten Aleksandar Malinow zum Nachfolger.

### Kriegsende und letzte Lebensjahre
In den folgenden Monaten kam es jedoch zu Kriegsverlusten und Niederlagen auf Seiten Bulgariens, sodass am 29. September 1918 der Waffenstillstand von Thessaloniki mit der Entente geschlossen werden musste. Wenige Tage später trat am 3. Oktober Zar Ferdinand I. zurück, ernannte gleichentags seinen Sohn Boris III. zum Nachfolger und ging ins Exil nach Deutschland. Radoslawow, der nun befürchtete, verhaftet und verurteilt zu werden, ging als deutscher Offizier verkleidet nun ebenfalls ins Exil nach Deutschland.
Während der zunehmend diktatorischer werdenden Regierungszeit von Ministerpräsident Aleksandar Stambolijski wurde er 1922 in Abwesenheit zum Tode verurteilt. Kurz nachdem er 1929 aufgrund einer Amnestie begnadigt wurde, verstarb er in Berlin.

## Werke
- Bulgarien und die Weltkrise. Verlag Ullstein, Berlin 1923.